# 约翰·理查德·格麟
约翰·理查德·格麟（John Richard Green；1837年12月12日—1883年2月7日）是一位英国历史学家。主要著有《英吉利人民的短史》、《英吉利人民的历史》、《英格兰的形成》和《英格兰的征服》等，其中《英吉利人民的短史》最为成功。